# ジョン・フランシス・ディロン
ジョン・フランシス・ディロン（John Francis Dillon, 1884年7月13日 - 1934年4月4日）は、アメリカ合衆国の映画監督、俳優、映画プロデューサー、脚本家である。J・フランシス・ディロン（J. Francis Dillon）、J・F・ディロン（J. F. Dillon）、ジャック・ディロン（Jack Dillon）、ジョン・ディロン（John Dillon）等ともクレジットされた。

## 人物・来歴
1884年7月13日、アメリカ合衆国のニューヨーク州ニューヨーク市で生まれる。5歳下の弟は後に長じて脚本家ロバート・A・ディロンとなる。
1913年（大正2年）、キーストン・フィルム・カンパニー（キーストン・スタジオ）に入社、短篇映画に出演を始める。1914年（大正3年）、カーライル・ブラックウェル主演の短篇映画 The Key to Yesterday を自らも出演しながら監督して、映画監督としてもデビューするが、同社では引き続き俳優業をつづけ、アル・クリスティ監督の短篇に多く出演する。1915年（大正4年）、アメリカン・フィルム・マニュファクチャリング・カンパニーに移籍して監督業に重心を置く。チャールズ・チャップリン作品の常連俳優ベン・ターピンの主演する短篇コメディを量産する。のちにトライアングル・フィルム・コーポレーションに移籍、リリアン・バイロンらを相手に自らの主演する短篇映画を量産する。
1918年（大正7年）、ユニヴァーサル・フィルム・マニュファクチュアリング・カンパニー（現在のユニバーサル・ピクチャーズ）に移籍、同社の子会社・ブルーバード映画でエディス・ロバーツを主演に『偽紫』、『密書を抱いて』、プリシラ・ディーンを主演に『第二の結婚』を監督、翌1919年（大正8年）にはブルーバード映画最終作とされる『赤い酒』をエディス・ロバーツを主演に監督、いずれも日本でも公開されている。
1921年（大正10年）5月14日、12歳年少の女優エディス・ホーラーと満36歳で結婚する。
俳優業はサイレント映画時代の終了をもってほぼ廃業するが、トーキー以降も監督として、『キスメット』（1930年）や『ミリー』（1931年）等の作品を手がけ、1934年（昭和9年）1月6日に米国内で公開された『めりけん商売』を監督したのを最後に、同年4月4日、カリフォルニア州ロサンゼルス郡ビバリーヒルズで心筋梗塞により死去した。満49歳没。ロサンゼルス市ハリウッドにあるハリウッド・フォーエヴァー墓地に眠る。

## おもなフィルモグラフィ
特筆のないものは監督のみである。
- The Man in the Couch : 監督・出演エドワード・ディロン、主演トッド・ブラウニング、1914年 - 「ジャック・ディロン」名義 / 出演
- Bess the Detectress in Tick, Tick, Tick : 監督アレン・カーティス、主演ベス・メレディス、1914年 - 「ジャック・ディロン」名義 / 出演
- The Political Boss : 監督・主演カーライル・ブラックウェル、1914年 - 「J・F・ディロン」名義 / 出演・役 Nonpareil Jones - Printer
- Bess the Detectress in the Dog Watch : 監督アレン・カーティス、主演ベス・メレディス、1914年 - 「ジャック・ディロン」名義 / 出演
- Shannon of the Sixth : 監督ジョージ・メルフォード、1914年 - 「ジャック・ディロン」名義 / 出演・役 Umbolla, Ram's Servant
- A Dramatic Mistake : 監督フォード・スターリング、1914年 - 「ジャック・ディロン」名義 / 出演
- The Rajah's Vow : 監督ジョージ・メルフォード、1914年 - 「ジャック・ディロン」名義 / 出演・役 The Majarajah
- The Primitive Instinct : 監督ジョージ・メルフォード、1914年 - 「ジャック・ディロン」名義 / 出演・役 Dr. Robert Walker
- The Key to Yesterday : 主演カーライル・ブラックウェル、1914年 - 「J・フランシス・ディロン」名義 / 監督・出演・役 Rodman （監督デビュー作）
- 『チャップリンとパン屋』（別題『チャップリンのパン屋』） Dough and Dynamite : 監督・主演チャールズ・チャップリン、1914年 - 出演・役 Customer
- His Taking Ways : 主演セシル・アーノルド、1914年 - 監督・出演
- The Bold Banditti and the Rah, Rah Boys : 監督マーシャル・ニーラン、1914年 - 「ジャック・ディロン」名義 / 出演・役 Spagattio, a Blackhander
- When His Lordship Proposed : 監督アル・クリスティ、1915年 - 「ジャック・ディロン」名義 / 出演
- A Maid by Proxy : 監督アル・クリスティ、1915年 - 「ジャック・ディロン」名義 / 出演
- It Might Have Been Serious : 監督アル・クリスティ、1915年 - 「ジャック・ディロン」名義 / 出演
- Nellie the Pride of the Fire House : 監督不明、主演リー・モーラン、1915年 - 「ジャック・ディロン」名義 / 出演
- Taking Her Measure : 監督不明、主演ステラ・アダムス、1915年 - 出演
- His Wife's Husband : 監督アル・クリスティ、1915年 - 「ジャック・ディロン」名義 / 出演
- Down on the Farm : 監督アル・クリスティ、1915年 - 「ジャック・ディロン」名義 / 出演
- It Happened on Friday : 監督アル・クリスティ、1915年 - 「ジャック・ディロン」名義 / 出演
- Mixed Values : 監督エドワード・ディロン、1915年 - 「ジャック・ディロン」名義 / 出演
- His Only Pants : 監督エディ・ライオンス、1915年 - 「ジャック・ディロン」名義 / 出演・役 The Artist's Chum
- The Baby's Fault : 監督アル・クリスティ、1915年 - 「ジャック・ディロン」名義 / 出演・役 Nighbor Brown
- A Mixed Up Elopement : 監督アル・クリスティ、1915年 - 「ジャック・ディロン」名義 / 出演
- All in the Same Boat : 監督アル・クリスティ、1915年 - 「ジャック・ディロン」名義 / 出演・役 Jack
- Ethel's New Dress : 監督エドワード・ディロン、1915年 - 「ジャック・ディロン」名義 / 出演
- His Nobs the Duke : 監督アル・クリスティ、1915年 - 「ジャック・ディロン」名義 / 出演・役 Jack
- Almost a King : 監督アル・クリスティ、1915年 - 「ジャック・ディロン」名義 / 出演・役 Jack
- Wanted... A Chaperone : 監督エディ・ライオンス、1915年 - 「ジャック・ディロン」名義 / 出演・役 Jack
- Following Father's Footsteps : 監督アル・クリスティ、1915年 - 「ジャック・ディロン」名義 / 出演
- When Cupid Crossed the Bay : 監督アル・クリスティ、1915年 - 「ジャック・ディロン」名義 / 出演
- With Father's Help : 監督アル・クリスティ、1915年 - 「ジャック・ディロン」名義 / 出演・役 Jack - the Boy
- Too Many Crooks : 監督アル・クリスティ、1915年 - 「ジャック・ディロン」名義 / 出演・役 Jack
- The Rise and Fall of Officer 13 : 監督ホレイス・デイヴィー、1915年 - 「ジャック・ディロン」名義 / 出演
- It Happened While He Fished : 監督ホレイス・デイヴィー、1915年 - 「ジャック・ディロン」名義 / 出演
- Dan Cupid: Fixer : 監督ホレイス・デイヴィー、1915年 - 「ジャック・ディロン」名義 / 出演
- Kids and Corsets : 監督ホレイス・デイヴィー、1915年 - 「ジャック・ディロン」名義 / 出演
- A Maid and a Man : 監督ホレイス・デイヴィー、1915年 - 「ジャック・ディロン」名義 / 出演
- He Fell in a Cabaret : 監督エドマンド・ブリーズ、1915年 - 「ジャック・ディロン」名義 / 出演
- Molly's Malady : 監督ホレイス・デイヴィー、1915年 - 「ジャック・ディロン」名義 / 出演
- A Desert Honeymoon : 監督ロメイン・フィールディング、1915年 - 「ジャック・ディロン」名義 / 出演 9/18
- Cats, Cash and a Cook Book : 主演ベッシー・バンクス、1915年
- Curing Father : 主演レイ・バージャー、1915年
- Deserted at the Auto : 主演ベッシー・バンクス、1915年 - 「ジャック・ディロン」名義
- One to the Minute : 主演レイ・バージャー、1915年 - 「ジャック・ディロン」名義 / 監督・出演
- Almost a Widow : 主演フランク・ボーゼイジ、1915年
- Johnny the Barber : 主演レイ・バージャー、1915年
- Anita's Butterfly : 主演ネヴァ・ガーバー、1915年
- Two Hearts and a Thief : 主演フランク・ボーゼイジ、1915年 - 「ジャック・ディロン」名義
- Kiddus, Kids and Kiddo : 主演ジョン・シーハン、1915年 - 「ジャック・ディロン」名義
- Getting in Wrong : 主演ウィリアム・A・キャロル、1916年 - 「ジャック・ディロン」名義 / 監督・出演
- Some Night : 主演キャロル・ホロウェイ、1916年
- Bungling Bill's Burglar : 主演パディ・マクガイア、1916年 - 「ジャック・ディロン」名義
- Walk This Way : 主演ジャック・ゲインズ、1916年 - 「ジャック・ディロン」名義
- Daddy's Political Dream : 主演不明、1916年 - 「ジャック・ディロン」名義
- Igorrotes' Crocodiles and a Hat Box : 主演ルイズ ・オーウェン、1916年
- The Battle of Cupidovitch : 主演キャロル・ホロウェイ、1916年 - 「ジョン・ディロン」名義
- Heaven Will Protect a Woiking Goil : 主演ラス・パウエル、1916年
- Too Much Married : 主演キャロル・ホロウェイ、1916年
- Love, Dynamite and Baseballs : 共演プリシラ・ディーン、1916年 - 「ジャック・ディロン」名義 / 監督・主演
- More Truth Than Poetry : 主演アーサー・ムーン、1916年 - 「ジャック・ディロン」名義 / 監督・出演
- Bungling Bill's Peeping Ways : 主演パディ・マクガイア、1916年 - 「ジャック・ディロン」名義
- Search Me! : 主演パディ・マクガイア、1916年 - 「ジャック・ディロン」名義
- The Lion Hearted Chief : 主演パディ・マクガイア、1916年 - 「ジャック・ディロン」名義 / 監督・出演
- Knocking Out Knockout Kelly : 主演アーサー・ムーン、1916年
- A Mix-Up in Photos : 主演レナ・ロジャーズ、1916年 - 「ジャック・ディロン」名義
- Slipping It Over on Father : 主演レナ・ロジャーズ、1916年
- Bungling Bill, Doctor : 主演パディ・マクガイア、1916年 - 「ジャック・ディロン」名義
- A Mixup at Rudolph's : 主演パディ・マクガイア、1916年 - 「ジャック・ディロン」名義
- Chinatown Villains : 主演レナ・ロジャーズ、1916年 - 「ジャック・ディロン」名義
- National Nuts : 主演ベン・ターピン、1916年 - 「ジャック・ディロン」名義
- Nailing on the Lid : 主演ベン・ターピン、1916年 - 「ジャック・ディロン」名義
- His Blowout : 主演ベン・ターピン、1916年 - 「ジャック・ディロン」名義
- Delinquent Bridegrooms : 主演ベン・ターピン、1916年 - 「ジャック・ディロン」名義
- The Iron Mitt : 主演パディ・マクガイア、1916年 - 「ジャック・ディロン」名義
- When Papa Died : 主演、1916年 - 「ジャック・ディロン」名義
- Just for a Kid : 主演、1916年 - 「ジャック・ディロン」名義
- Hired and Fired : 主演パディ・マクガイア、1916年 - 「ジャック・ディロン」名義
- Henry's Little Kid : 監督アル・クリスティ、1916年 - 「ジャック・ディロン」名義 / 出演・役 Henry
- A Deep Sea Liar : 主演ベン・ターピン、1916年 - 「ジャック・ディロン」名義
- For Ten Thousand Bucks : 主演パディ・マクガイア、1916年 - 「ジャック・ディロン」名義
- Bungling Bill's Dress Suit : 主演パディ・マクガイア、1916年 - 「ジャック・ディロン」名義
- A Male Governess : 主演レッギー・モーリス、1917年 - 「ジャック・ディロン」名義
- Her Finishing Touch : 主演ミラ・ダヴェンポート、1917年 - 「ジャック・ディロン」名義 / 監督・出演
- Her Birthday Knight : 監督チャールズ・エイヴェリー、主演ハリー・デップ、1917年 - 脚本
- A Dishonest Burglar : 共演マリー・マンレイ、1917年 - 「ジャック・ディロン」名義 / 監督・主演
- A Bachelor's Finish : 共演リリアン・バイロン、1917年 - 「ジャック・ディロン」名義 / 監督・主演
- 『偽太子』 Hobbled Hearts : 共演リリアン・バイロン、1917年 - 「ジャック・ディロン」名義 / 監督・主演
- Wheels and Woe : 共演リリアン・バイロン、1917年 - 「ジャック・ディロン」名義 / 監督・主演
- A Berth Scandal : 共演リリアン・バイロン、1917年 - 「ジャック・ディロン」名義 / 監督・主演
- Twin Troubles : 共演マリー・マンレイ、1917年 - 「ジャック・ディロン」名義 / 監督・主演
- His Sudden Rival : 主演リリアン・バイロン、1917年 - 「ジャック・ディロン」名義 / 監督・出演
- Simple Sapho : 監督アレン・カーティス、主演ゲイル・ヘンリー、1917年 - 「ジャック・ディロン」名義 / 出演（共演）
- A Hotel Disgrace : 主演ブランシュ・フィリップス、1917年 - 監督・出演
- A Burglar's Bride : 監督アレン・カーティス、主演ゲイル・ヘンリー、1917年 - 「ジャック・ディロン」名義 / 出演（共演）
- Aired in Court : 共演マリー・マンレイ、1917年 - 「ジャック・ディロン」名義 / 監督・出演
- A Warm Reception : 主演アレイシア・マートン、1917年 - 「ジャック・ディロン」名義 / 監督・出演（共演）
- Their Husband : 監督不明、主演アレイシア・マートン、1917年 - 「ジャック・ディロン」名義 / 主演
- Indiscreet Corinne : 主演オリーヴ・トーマス、1917年
- Betty Takes a Hand : 主演オリーヴ・トーマス、1918年
- Limousine Life : 主演オリーヴ・トーマス、1918年
- Heiress for a Day : 主演オリーヴ・トーマス、1918年
- Nancy Comes Home : 主演マートル・リンド、1918年
- 『偽紫』 The Love Swindle : 主演エディス・ロバーツ、1918年
- 『密書を抱いて』 Beans : 主演エディス・ロバーツ、1918年
- 『第二の結婚』 She Hired a Husband : 主演プリシラ・ディーン、1918年
- Tapering Fingers : 主演フリッツィ・リッジウェイ、1919年 - 「ジャック・ディロン」名義
- 『赤い酒』（別題『人生の趣味』） A Taste of Life : 主演エディス・ロバーツ、1919年
- The Flip of a Coin : 主演ピート・モリソン、1919年 - 「ジャック・ディロン」名義
- 『鬼薊』 The Silk-Lined Burglar : 主演プリシラ・ディーン、1919年
- Green-Eyed Johnny : 共演ロッティ・クルーズ、1919年 - 「ジャック・ディロン」名義 / 監督・主演
- The Follies Girl : 主演オリーヴ・トーマス、1919年
- A Prisoner for Life : 主演エディ・ポーロ、1919年 - 「ジャック・ディロン」名義
- 『愛に甦る日』（別題『愛の囚人』） Love's Prisoner : 主演オリーヴ・トーマス、1919年
- Happy Returns : 主演エディ・ライオンス、1919年 - 「ジャック・ディロン」名義
- Temporary Alimony : 主演ニール・バーンズ、1919年 - 「ジャック・ディロン」名義
- The Tea Hound : 共演ニール・バーンズ、1919年 - 「ジャック・ディロン」名義 / 監督・主演
- 『夜半の拳銃』（別題『間違い泥棒』） Burglar by Proxy : 主演ジャック・ピックフォード、1919年 - 「ジャック・ディロン」名義 / 監督・原作・出演・役 'Spider' Kelly
- 『シャボンの泡』 Suds : 主演メアリー・ピックフォード、1920年 - 「ジャック・ディロン」名義
- 『赤熱の十字路』（別題『正しき道』） The Right of Way : 主演バート・ライテル、1920年
- Blackbirds : 主演ジャスティン・ジョンストン、1920年
- The Plaything of Broadway : 主演ジャスティン・ジョンストン、1921年 - 「ジャック・ディロン」名義
- Children of the Night : 主演ウィリアム・ラッセル、1921年
- 『海の壮漢』 Cappy Ricks : 監督トム・フォーマン、1921年 - 「ジャック・ディロン」名義 / 出演・役 Larsen
- 『ルーフ・ツリー』 The Roof Tree : 主演ウィリアム・ラッセル、1921年
- 『暁の光』 Gleam O'Dawn : 主演ジョン・ギルバート、1922年 - 「ジャック・ディロン」名義
- The Yellow Stain : 主演ジョン・ギルバート、1922年 - 「ジャック・ディロン」名義
- 『快漢タルマッヂ』 The Cub Reporter : 主演リチャード・タルマッジ、1922年
- Calvert's Valley : 主演ジョン・ギルバート、1922年
- Man Wanted : 主演アーサー・ハウスマン、1922年
- For His Sake : 監督ジョン・S・ロレンス、1922年 - 出演
- 『男の誓』 Without Compromise : 監督エメット・J・フリン、1922年 - 「ジャック・ディロン」名義 / 出演・役 Jackson
- The Broken Violin : 主演ジョゼフ・ブレイク、1923年
- 『大馬鹿野郎』 Double Dealing : 監督ヘンリー・レーアマン、1923年 - 出演・役 Jobson's Assistant
- 『成金夫人』 The Self-Made Wife : 主演エセル・グレイ・テリー、1923年 - 「ジャック・ディロン」名義
- The Huntress : 主演コリーン・ムーア、1923年 - リン・F・レイノルズと共同で監督
- 『青春に浴して』 Flaming Youth : 主演コリーン・ムーア、1923年
- The Dangerous Maid : 監督ヴィクター・ヒアマン、1923年 - 「ジャック・ディロン」名義 / 出演・役 Bit Part
- 『闇を行く女』 Lilies of the Field : 主演コリンヌ・グリフィス、1924年
- The Perfect Flapper : 主演コリーン・ムーア、1924年
- Flirting with Love : 主演コリーン・ムーア、1924年
- If I Marry Again : 主演ドリス・ケニヨン、1925年
- One Way Street : 主演ベン・ライオン、1925年
- Chickie : 主演ドロシー・マッケイル、1925年
- 『血に燃ゆる大海』 The Half-Way Girl : 主演ドリス・ケニヨン、1925年
- We Moderns : 主演コリーン・ムーア、1925年
- Too Much Money : 主演ルイス・ストーン、1926年
- The Test of Donald Norton : 監督B・リーブス・イースン、1926年 - 「ジャック・ディロン」名義 / 出演
- Don Juan's Three Nights : 主演ルイス・ストーン、1926年
- Midnight Lovers : 主演ルイス・ストーン、1926年
- Love's Blindness : 主演ポーリン・スターク、1926年
- 『海馳ける猛虎』 The Sea Tiger : 主演ミルトン・シルズ、1927年
- 『痛ましの親心』 The Prince of Headwaiters : 主演ルイス・ストーン、1927年
- 『笑ふ門には福来る』 Smile, Brother, Smile : 主演ジャック・マルホール、1927年 - 「ジャック・ディロン」名義 / 監督・出演・役 Mr. Kline
- The Crystal Cup : 主演ドロシー・マッケイル、1927年
- Temptations of a Shop Girl : 監督トム・テリス、1927年 - 出演・役 Jim Butler
- 『スピード花嫁』（別題『男装狂』） Man Crazy : 主演ドロシー・マッケイル、1927年
- 『獄中日記』 The Noose : 主演リチャード・バーセルメス、1928年
- 『踊子気質』 The Heart of a Follies Girl : 主演ビリー・ダヴ、1928年
- 『愛慾の絆』 Out of the Ruins : 主演リチャード・バーセルメス、1928年
- 『深紅の海』 Scarlet Seas : 主演リチャード・バーセルメス、1928年
- 『歓楽地帯』 Children of the Ritz : 主演ドロシー・マッケイル、1929年
- 『愛の試練』 Careers : 主演ビリー・ダヴ、1929年
- 『愛すればこそ』 Fast Life : 主演ダグラス・フェアバンクス・ジュニア、1929年
- 『恋の花園』 Sally : 主演マリリン・ミラー、1929年
- Spring Is Here : 主演ローレンス・グレイ、1930年 - 監督（ノンクレジット）・プロデューサー
- Bride of the Regiment : 主演ヴィヴィエン・シーガル、1930年
- 『峻峰の争闘』 The Girl of the Golden West : 主演アン・ハーディング、1930年
- One Night at Susie's : 主演ビリー・ダヴ、1930年
- 『キスメット』 Kismet : 主演オーティス・スキナー、1930年
- One Yard to Go : 監督ウィリアム・ボーディン、1931年 - 「ジャック・ディロン」名義 / 出演
- 『ミリー』 Millie : 主演ヘレン・トゥウェルヴトゥリーズ、1931年
- 『無冠の帝王』 The Finger Points : 主演リチャード・バーセルメス、1931年 - 監督（ノンクレジット）・プロデューサー
- The Reckless Hour : 主演ドロシー・マッケイル、1931年 - 監督（ノンクレジット）・プロデューサー
- The Pagan Lady : 主演イヴリン・ブレント、1931年
- Behind the Mask : 主演ジャック・ホルト、1932年
- 『活動屋往来』 The Cohens and Kellys in Hollywood : 主演ジョージ・シドニー、1932年
- Man About Town : 主演ワーナー・バクスター、1932年
- 『ミス・ダイナマイト』 Call Her Savage : 主演クララ・ボウ、1932年
- Humanity : 主演ラルフ・モーガン、1933年
- 'Tis Spring : 主演ヒュー・ハーバート、1933年
- 『めりけん商売』 The Big Shakedown : 主演チャールズ・ ファレル、1934年

## 関連事項
- ロバート・A・ディロン （en:Robert A. Dillon）
- キーストン・スタジオ （Keystone Studios）
- アメリカン・フィルム・マニュファクチャリング・カンパニー （en:American Film Manufacturing Company）
- ミューチュアル・フィルム （en:Mutual Film）
- ハリウッド・フォーエヴァー墓地 （en:Hollywood Forever Cemetery）

## 註
1. 1 2 3 4 5 6 7 8 9 10 11 12 13 14 15 16  John Francis Dillon, Internet Movie Database （英語）, 2010年5月14日閲覧。
2. ↑  『ブルーバード映画の記録』 : 製作・著・発行山中十志雄・塚田嘉信、1984年4月、p.60-63.
3. ↑  John Francis Dillon, Find A Grave （英語）, 2010年5月14日閲覧。